# Nina Arianda

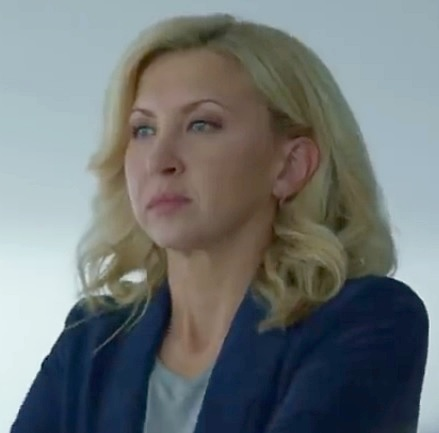
Nina Arianda (2019)

Nina Arianda (* 18. September 1984 in Manhattan, New York City als Nina Arianda Matijcio) ist eine US-amerikanische Schauspielerin.

## Leben und Karriere
Nina Arianda wuchs als Tochter von in Deutschland geborenen Ukrainern in Clifton, New Jersey, auf. Nachdem ihr Vater ein Stellenangebot als Logistiker aus dem US-Verteidigungsministerium angenommen hatte, lebte Arianda mit ihrer Familie ab 1997 für einige Jahre in Schwetzingen nahe Heidelberg. Nach einem Bachelor of Arts am Eugene Lang College of Liberal Arts schloss sie 2009 ihr Schauspielstudium mit einem Master of Arts an der New Yorker Tisch School of the Arts ab.
Im April 2011 gab sie ihr Broadway-Debüt mit der Hauptrolle in Garson Kanins Komödie Born Yesterday. An ihrer Seite spielten James Belushi und Robert Sean Leonard. Zuvor hatte sie 2010 erste Aufmerksamkeit gewonnen, als sie in David Ives’ Stück Venus in Fur – einer modernen Adaption des österreichischen Romans Venus im Pelz von Leopold von Sacher-Masoch – die Hauptrolle spielte. Für diese Rolle wurde sie mit einem Clarence Derwent Award ausgezeichnet. Nachdem die Produktion ab November 2011 vom Off-Broadway an den Broadway in das Samuel J. Friedman Theatre transferiert wurde, gewann sie bei den Tony Awards 2011 in der Kategorie Beste Hauptdarstellerin. 2013 verfilmte Roman Polański das Bühnenstück, allerdings mit Emmanuelle Seigner in der von Arianda ursprünglich verkörperten Rolle. 2015 spielte sie neben Sam Rockwell die Hauptrolle in Sam Shepards Stück Fool for Love.
Ihre erste nennenswerte Filmrolle übernahm Arianda als Carol Bates in Woody Allens Komödie Midnight in Paris. Seitdem spielte sie Haupt- und Nebenrollen in Filmproduktionen wie Rob the Mob – Mafia ausrauben für Anfänger, Das Verschwinden der Eleanor Rigby und Florence Foster Jenkins. In der Filmbiografie Stan & Ollie von 2018 stellte sie Ida Kitaeva, die letzte Ehefrau des Komikers Stan Laurel, dar, was ihre eine BAFTA-Nominierung als Beste Nebendarstellerin einbrachte. In dem Film Being the Ricardos, der über die Entstehung der Sitcom I Love Lucy handelt, verkörperte sie 2021 die Schauspielerin Vivian Vance.
Von 2016 bis 2021 übernahm Arianda die Hauptrolle der Anwältin Patty Solis-Papagian in der Amazon-Studios-Anwaltsserie Goliath an der Seite von Billy Bob Thornton. Daneben ist sie in weiteren Fernsehserien mit Gastauftritten oder wiederkehrenden Nebenrollen präsent, etwa Hannibal und The Marvelous Mrs. Maisel. 

## Filmografie
- 2010: Schatten & Lügen (William Vincent)
- 2011: Win Win
- 2011: Higher Ground – Der Ruf nach Gott (Higher Ground)
- 2011: Midnight in Paris
- 2011: Good Wife (Fernsehserie, Folge Get a Room)
- 2011: Aushilfsgangster (Tower Heist)
- 2012: 30 Rock (Fernsehserie, Folge Stride of Pride)
- 2013: Lucky Them – Auf der Suche nach Matthew Smith (Lucky Them)
- 2013: The Disappearance of Eleanor Rigby: Him
- 2013: The Disappearance of Eleanor Rigby: Her
- 2013: Hostages (Fernsehserie, Folge Sister's Keeper)
- 2014: Rob the Mob – Mafia ausrauben für Anfänger (Rob the Mob)
- 2014: Das Verschwinden der Eleanor Rigby (The Disappearance of Eleanor Rigby: Them)
- 2014: Der letzte Akt (The Humbling)
- 2015: Hannibal (Fernsehserie, 4 Folgen)
- 2015: Master of None (Fernsehserie, Folge Hot Ticket)
- 2016: Horace and Pete (Fernsehserie, 1 Folge)
- 2016: Florence Foster Jenkins
- 2016: Crisis in Six Scenes (Fernsehserie, 1 Folge)
- 2016–2021: Goliath (Fernsehserie, 24 Folgen)
- 2017: Never Here
- 2018: Stan & Ollie
- 2019: Billions (Fernsehserie, 10 Folgen)
- 2019: Der Fall Richard Jewell (Richard Jewell)
- 2021: Being the Ricardos
- 2023: The Marvelous Mrs. Maisel (Fernsehserie, 3 Folgen)
- 2023: The Venture Bros.: Radiant Is the Blood of the Baboon Heart (Sprechrolle)
- 2024: Bang Bang
- 2024: Greedy People
- 2025: Étoile (Fernsehserie, 2 Folgen)